# Correspondance de Langlands géométrique
En mathématiques, la correspondance de Langlands géométrique est une reformulation de la correspondance de Langlands obtenue en remplaçant les corps de nombres apparaissant dans la version originale en théorie des nombres par des corps de fonctions, ce qui conduit à utiliser des techniques de géométrie algébrique. La correspondance de Langlands géométrique relie la géométrie algébrique et la théorie des représentations.

## Histoire
En mathématiques, la correspondance de Langlands classique est une collection de résultats et conjectures qui relient la théorie des nombres et la théorie des représentations. Formulée par Robert Langlands à la fin des années 1960 dans une lettre qui lui a valu le prix Abel, elle est liée à d'importantes conjectures en théorie des nombres telles que la conjecture de Taniyama-Shimura, qui entraîne le dernier théorème de Fermat. Établir la correspondance de Langlands dans le cadre arithmétique s'est révélé extrêmement difficile. C'est pourquoi un certain nombre de mathématiciens ont proposé une version géométrique de la correspondance. La preuve de la correspondance géométrique a été annoncée en 2024,.

## Relation avec la physique
Dans un article de 2007, Anton Kapustin (en) et Edward Witten ont décrit une connexion entre la correspondance de Langlands géométrique et la dualité S (en) en théorie des cordes.
En 2018, lors de la remise du prix Abel, Langlands a déposé un article dans lequel il reformule le programme géométrique avec des outils semblables à ceux de la correspondance de Langlands originale,.